# Gratiot (thị trấn), Wisconsin
Gratiot là một thị trấn thuộc quận Lafayette, tiểu bang Wisconsin, Hoa Kỳ. Năm 2010, dân số của thị trấn này là 545 người.